# Oakland Arena
A Oakland Arena (antes chamada de Oakland–Alameda County Coliseum Arena, The Arena in Oakland e Oracle Arena) é um ginásio poliesportivo localizado na cidade de Oakland, na Califórnia, Estados Unidos. Foi a casa do time da NBA, Golden State Warriors, de 1971 até 2019. Possui uma capacidade de 19.596 espectadores em partidas de basquete e de 17.000 em partidas de hóquei. Porém, desde 2007 já recebeu quatro vezes público superior a 20.000 em partidas de basquete do Golden State Warriors, antigos donos da arena. O maior público foi de 20 737 espectadores em abril de 2008, na partida entre Golden State Warriors e Denver Nuggets.

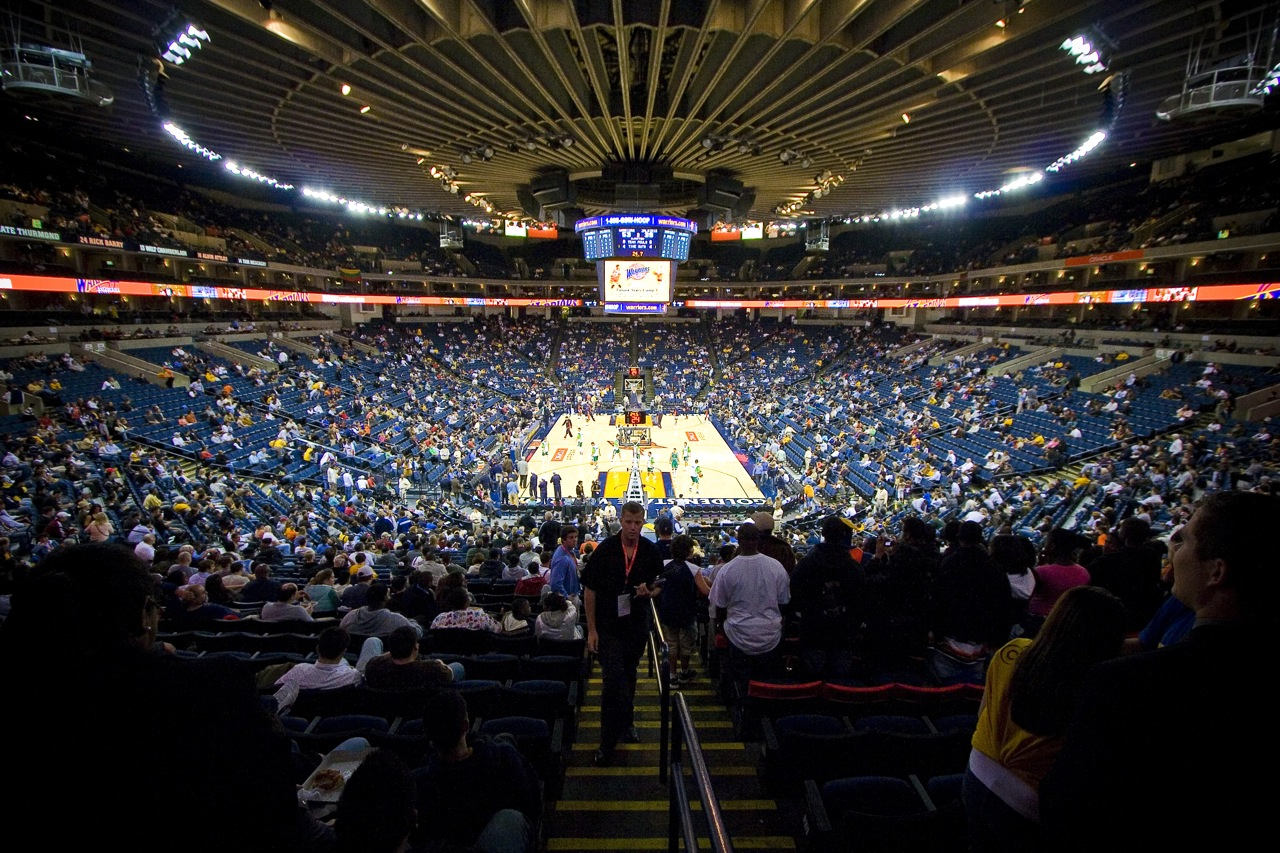
Interior do Oakland Arena.

Em 2009, recebeu a turnê de Britney Spears, a The Circus Starring: Britney Spears. Em 2011, a Oracle Arena recebeu o evento Elimitation Chamber, realizado pela WWE.
Em 2020, os Oakland Panthers da Indoor Football League, co-propriedade do NFL All-Pro e do nativo de Oakland Marshawn Lynch, começaram a jogar na arena.